# Halfpipe

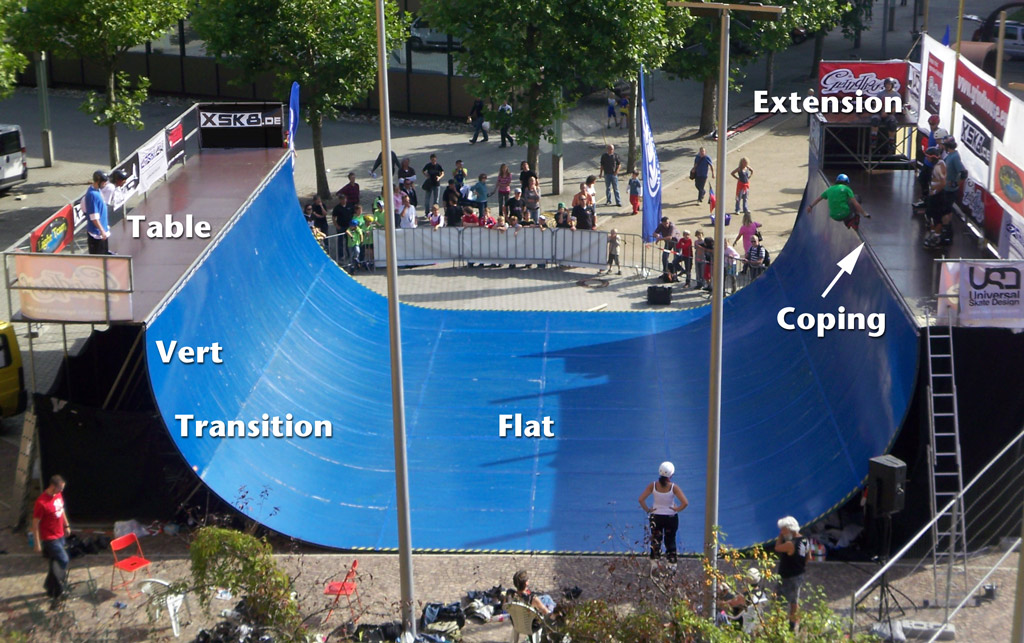
Halfpipe mit Vert, Transition und Flat

Eine Halfpipe (englisch für „Halbröhre“) ist eine aus Beton, Holz, Metall oder Schnee konstruierte Sportanlage etwa in Form einer in der Längsachse halbierten Röhre, also oben offenen Rinne. Sie dient in diversen Sportarten, vorwiegend Skateboard, Snowboard, Stuntscooter, Aggressive Inline und Squad-Rollschuh, als Basis für artistische Manöver und ist im Schnee mittlerweile eine olympische Disziplin. Es gibt auch halbe Halfpipes, die als Quarterpipes (englisch für „Viertelröhre“) bezeichnet werden.

## Konstruktion

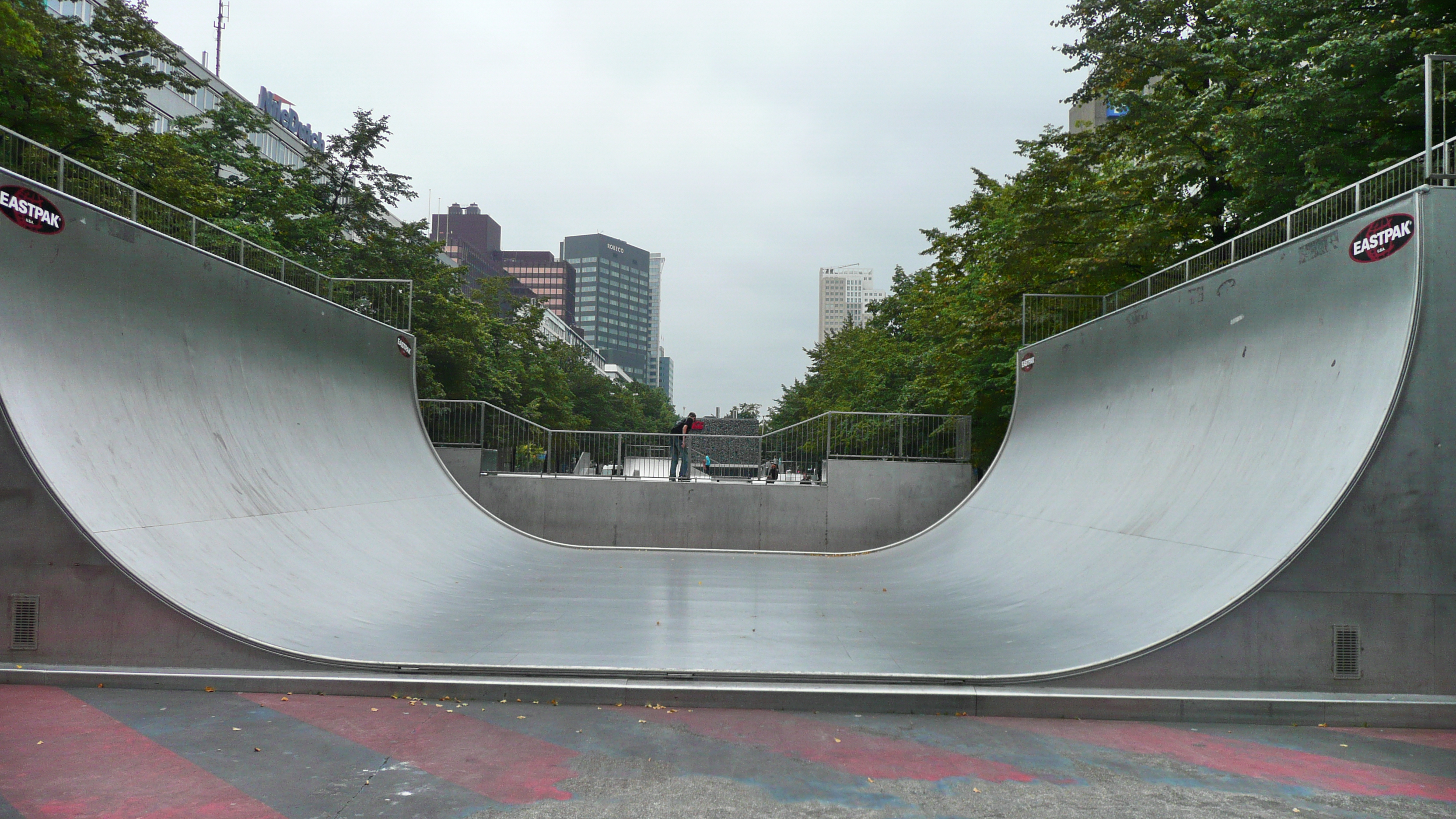
Halfpipe in Rotterdam

Die Fahrbahn einer Halfpipe besteht ursprünglich aus Transition, Vert, Coping und Table. Die Transition beschreibt einen Halbkreis mit einem Radius von etwa 3,5 bis 3,7 Metern und führt zum darüber liegenden, senkrechten Vert. Das Vert misst heutzutage zwischen 50 und 70 Zentimeter. Nach oben wird das Vert vom Coping, einem überstehenden Metallrohr, begrenzt. Das Table stößt am Coping an das Vert und ist die Plattform, von welcher aus der Sportler in die Halfpipe einfährt.
Beim Durchfahren der Transition einer Halfpipe kann der Sportler die Geschwindigkeit erhöhen, indem er das Sportgerät belastet. Dieser Effekt, ähnlich dem auf einer Schaukel, wird „Pumping“ genannt. Mit hoher Geschwindigkeit kann der Sportler das Vert hinauffahren, senkrecht über den Rand der Halfpipe hinausspringen, ein artistisches Manöver (beispielsweise eine Drehung um die Längsachse) in der Luft durchführen und gemäß der Schwerkraft wieder entlang des Verts landen. Das Manöver wird als „Trick“ bezeichnet. In Halfpipe-Wettkämpfen bewerten Kampfrichter (oft „Judges“ genannt) die Qualität der Tricks.
In modernen Halfpipes ist die Transition in zwei Hälften geteilt und mit einem waagerechten Fahrbahnabschnitt, dem Flat, verbunden.
Manche Halfpipes sind mit einer Extension versehen, einer erhöhten Stelle, die beim Einfahren zusätzlichen Schwung verleiht. Eine Variante der Extension ist das Roll-In mit einem runden Übergang zwischen Table und Vert.

## Skateboard

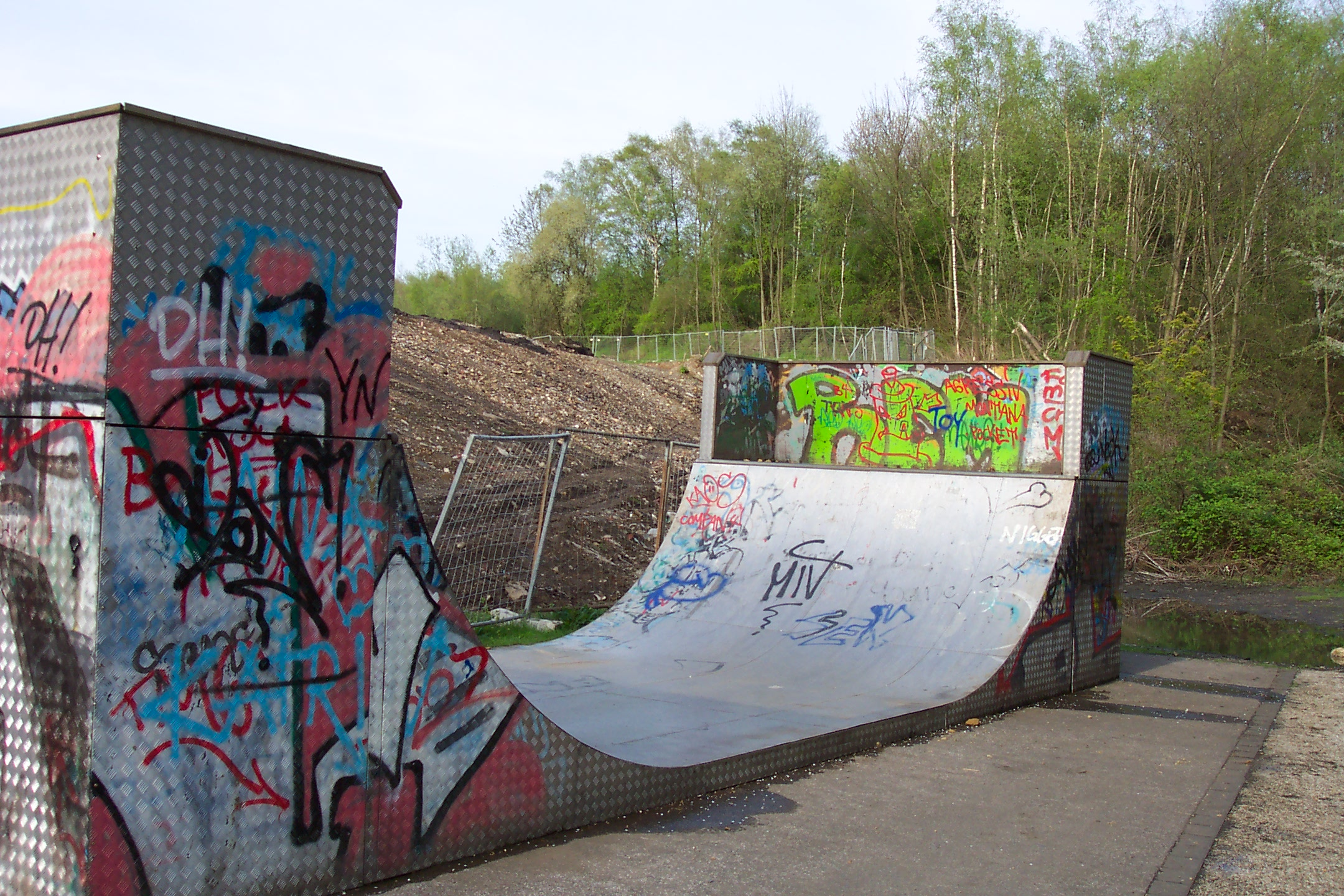
Skateboard-Miniramp

Die Grundlage zur auch in andere Sportarten übernommenen Halfpipe wurde in den 1970er Jahren von der Skateboard-Gruppe Z-Boys in Form von leeren Schwimmbecken entdeckt. Tony Alva gilt als der erste Skateboarder, welcher die Kanten des Pools verließ, einen Sprung hinaus und wieder hinein schaffte und damit die Basis für die heutige Disziplin Halfpipe legte. Weil bei schnell wachsenden Wettbewerben jedoch kein Schwimmbecken reproduziert werden sollte, wurden diese bald durch Holzrampen ersetzt. Auch hier fanden ständige Entwicklungen statt, welche zur heutigen Form der Halfpipe führten.
Eine im Skateboarding weit verbreitete Variante der Halfpipe ist die Miniramp, die häufig fälschlicherweise als Halfpipe bezeichnet wird. Miniramps verzichten auf das Vert. Jene Konstruktionen sind mit einer Höhe von ungefähr ein bis zwei Meter deutlich kleiner als richtige Halfpipes, welche bei durchschnittlich drei Meter beginnen. Miniramps können von erfahrenen Skateboardern auch ohne Pads (Schutzausrüstung) gefahren werden und erfreuen sich daher großer Beliebtheit.
Erfolgreiche Skater in der Halfpipe sind oder waren Tony Hawk, Bob Burnquist, Andy MacDonald, Mike McGill, Tony Alva, Sergie Ventura, Takeshi Yasutoko, Fabiola da Silva und Sandro Dias.

## Snowboard

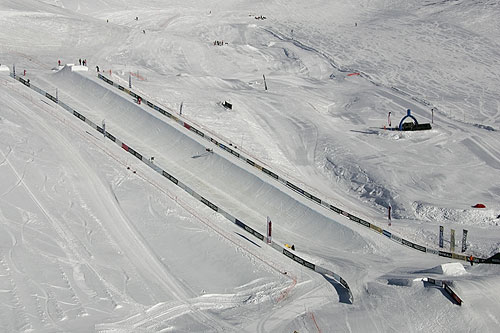
Snowboard-Halfpipe

In den 80er Jahren wurde die Snowboard-Bewegung stark von der Skateboardkultur beeinflusst. Daher formten Anhänger meist selbst die ersten Versionen der Halfpipe, welche jedoch anfangs nicht viele Manöver zuließen. Erst die starke Entwicklung in den 90er Jahren veranlasste die Industrie spezifische Maschinen zu entwickeln, welche in relativ kurzer Zeit komplett symmetrische Konstruktionen ermöglichen. Moderne Wettkampf-Halfpipes werden mit an Pistenraupen montierten Fräsen aus Schnee und Eis hergestellt.
Im Gegensatz zu Rampen für den Rollsport sind die aus Schnee gefertigten Halfpipes für Snowboards in ihrer Zylinderachse lang gesteckt und abschüssig, so dass die Energie zum Erhalt des Tempos (betrachtet beim Durchfahren des Tiefpunkts) nicht nur aus Muskelkraft, sondern auch aus dem Gefälle der schiefen Ebene gewonnen wird. Die Größe variiert nach Budget und den landschaftlichen Gegebenheiten. Länge, Höhe und Gefälle einer Pipe bestimmen die Möglichkeiten für die Fahrer.
Die für die olympische Disziplin „Snowboard-Halfpipe“ und für Wettkämpfe des Internationalen Skiverbands FIS konstruierten Halfpipes besitzen eine im Wettkampf-Reglement vorgeschriebene Länge der Transition von etwa sechs Metern. Halfpipes dieser Größe heißen auch Superpipe. Diese Ausführungen erlauben bei einer Fahrt mehrere Tricks in Folge. Die Halfpipe der Olympischen Winterspiele 2010 war 160 Meter lang und etwa 20 Meter breit, die Transition maß 6,70 Meter und das Gefälle betrug 18 Grad. Fünf bis sechs Tricks wurden pro Lauf gezeigt.
Berühmte Snowboard-Sportler in der Halfpipe sind oder waren Terje Håkonsen, Craig Kelly, Shaun White, Gian Simmen, Hannah Teter, Torah Bright, Kelly Clark und Iouri Podladtchikov.

## Andere Sportarten
Halfpipes und Miniramps werden auch von Streetboardern, Inline-Skatern (Aggressive Skater), Snakeboardern, BMX-Fahrern, Freestyle-Skifahrern und Heelys-Fahrern als Grundlage für artistische Manöver verwendet. In allen diesen Sportarten gibt es für Halfpipes/Miniramps auch entsprechende Wettbewerbe.